# Afrika-Eurasien

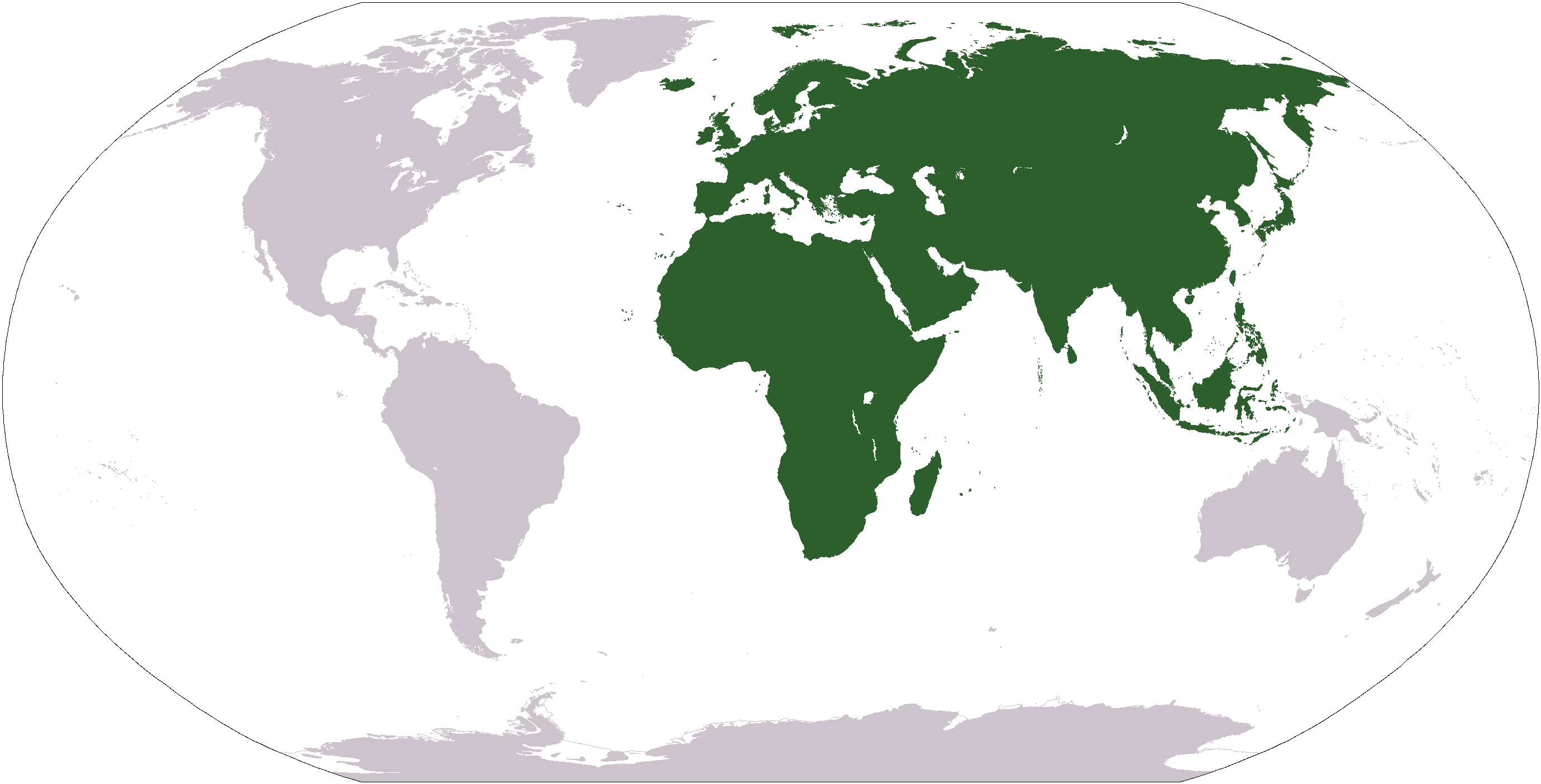
Karta som visar Afrika-Eurasien inklusive sammanhörande öar i grönt.

Afrika-Eurasien eller Afro-Eurasien är Afrikas och Eurasiens sammanhängande landmassa, vilket också kan ses som en superkontinent. Denna landmassa är den största sammanhängande landmassan på Jorden, med en yta på cirka 85 000 000 km² och en befolkning på ungefär 5,7 miljarder människor, eller 85% av världens befolkning. Området är också känt som gamla världen.
Tidigare har Afrika hängt samman med Asien via Sueznäset, men sedan den konstgjorda Suezkanalen färdigställdes skiljs landmassorna åt. I framtiden väntas dock landmassorna förenas igen. Om cirka 600 000 år väntas Afrika-Eurasien bli en superkontinent då Afrika kolliderar med Europa. Då väntas Spaniens södra ända nå Afrika. Då blir Medelhavet isolerat från Atlanten. Om över 50 miljoner år från nu väntas Afrika kollidera med Europa helt, stänga igen Medelhavet och istället bilda en ny bergskedja.
I geopolitisk sammanhang kallas landmassan begreppet även Världsön, ett begrepp mytat av Halford Mackinders.

## Regioner
Oftast delas Afrika-Eurasien vid Suezkanalen mellan Afrika och Eurasien. Eurasien brukar vidare delas mellan Europa och Asien. Det har också delats mellan Eurasien-Nordafrika och Subsahariska Afrika på grund av kulturella och historiska orsaker.
| - Afrika - Centralafrika - Östafrika - Afrikas horn - Nordafrika - Subsahariska Afrika - Västafrika | - Eurasien - Europa - Centraleuropa - Östeuropa - Nordeuropa - Sydeuropa - Västeuropa - Asien - Centralasien - Östasien - Nordasien - Sydasien - Sydostasien - Sydvästasien |

### Fotnoter
1. ↑  Farid Haghdoust (5 mars 2005). ”Förenta Nationerna och det nya reformförslaget”. Göteborgs universitet. sid. 25. https://gupea.ub.gu.se/bitstream/2077/1889/1/200642.pdf. Läst 10 oktober 2017.